# تيم دوبنز
تيم دوبنز (بالإنجليزية: Tim Dobbins)‏ هو لاعب كرة قدم أمريكية أمريكي، ولد في 10 ديسمبر 1982 في ناشفيل في الولايات المتحدة.

## وصلات خارجية
- تيم دوبنز على موقع مرجع كرة القدم المحترفة.كوم (الإنجليزية)